# Mephisto (roman)
Pour les articles homonymes, voir Méphistophélès (homonymie).
Mephisto est un roman écrit par l'auteur allemand Klaus Mann paru en exil en 1936 aux éditions Querido d'Amsterdam.

## Présentation

### Résumé
Fresque du milieu théâtral, Mephisto décrit la faiblesse de la République de Weimar en se servant d'un acteur de théâtre arriviste, originaire de Cologne et qui, de Hambourg à Berlin, passe en caméléon politique d'idées communistes à l'acceptation du régime nazi, sous la protection d'un des hauts dirigeants de ce régime. Le héros, grand comédien, à la fois ambitieux et lâche, est prêt à toutes les compromissions avec le régime nazi, préférant sacrifier son honneur pour accéder à la gloire publique, même si c'est au prix d'une déchéance personnelle.
Avec ironie, Klaus Mann décrit le ridicule du héros et la honte qu'il a de sa famille. On vit son mariage, sa séparation et un mariage de nécessité tout en côtoyant « le boiteux » et « l'obèse », respectivement Goebbels et Göring. Le nom d'Hitler n'est jamais cité, même s'il apparaît brièvement dans le roman.

### Source
L'histoire est inspirée de la vie de Gustaf Gründgens, ancien mari d'Erika, la sœur aînée de Klaus Mann, qui fit carrière dans l'Allemagne nazie grâce à l'amitié de l'épouse de Göring, ministre-président de Prusse qui gérait plusieurs scènes berlinoises (ce qui le plaçait en compétition avec le ministre de la propagande).

## Interdiction de vente
La proximité entre le héros du roman, Hendrik Höfgen, et Gründgens est telle que le fils adoptif de l'acteur a demandé l'interdiction de l'ouvrage en République fédérale d'Allemagne, lors de sa première édition, au début des années 1960. Après sept ans de procédure, l'interdiction a été prononcée par le Tribunal constitutionnel fédéral.
En 1981, malgré l'interdiction, Rowohlt édite le roman, qui se vend à plus de 300 000 exemplaires.

## Édition
- Mephisto, traduit de l'allemand par Louise Servicen, préface de Michel Tournier, Grasset, collection « Les cahiers rouges » (poche), Paris, 2006

### Commentaire
« […] Situé à la charnière grinçante du réel (politique) et de l'imaginaire (théâtral), ce roman rejoint la relation subtile et dangereuse de la vie et de l'œuvre de l'écrivain […] Parce qu'il sut garder l'allure et la réserve d'un grand bourgeois nordique, Thomas Mann put laisser libre cours dans son œuvre à tous les démons de la chair et de l'esprit. Klaus Mann n'avait pas son génie, et son œuvre multiple, abondante, brillante, relève plus du témoignage que de la création. Mais on peut imaginer que sa vie éclatée, déchirée, haletante était une réponse à celle par trop maîtrisée de son père. Thomas Mann n'avait jamais été jeune. Il incombait peut-être à Klaus Mann de ne pas pouvoir vieillir. Le suicide à quarante-deux ans de cet éternel adolescent balance étrangement la terrible et efficace maturité de son père. »

— Extrait de la préface de Michel Tournier

## Adaptations

### Au cinéma
- 1981 : Mephisto, film germano-austro-hongrois réalisé par István Szabó, avec Klaus Maria Brandauer et Krystyna Janda Sur l'affiche du film, les yeux de Mephisto font place à deux croix gammées incandescentes. Pour cette raison, le parquet de Munich demande l'ouverture d'une procédure d'instruction pour divulgation d'emblèmes représentant des organisations anticonstitutionnelles. En définitive, le directeur du cinéma de Munich concerné par la procédure efface les croix gammées ou les remplace par des macarons blancs.

### Au théâtre
- 1979 : Mephisto, le roman d'une carrière, spectacle du Théâtre du Soleil, adaptation et mise en scène d'Ariane Mnouchkine, décors d'Osvaldo Rodríguez Le spectacle est présenté au festival d'Avignon. Il existe une captation du spectacle réalisée par Bernard Sobel. Le texte est publié aux éditions Solin[1].
- 2006 : Mefisto for ever, adaptation théâtrale très libre de Tom Lanoye
- 2019 : Mephisto {rhapsodie}, adaptation de Samuel Gallet, mise en scène de Jean-Pierre Baro, Théâtre des Quartiers d'Ivry[2]